# ГЕС Tiānhuābǎn
ГЕС Tiānhuābǎn (天花板水电站) — гідроелектростанція на півдні Китаю у провінції Юньнань. Знаходячись після ГЕС Hóngshíyán, входить до складу каскаду на річці Ніулан, правій притоці Дзинша (верхня течія Янцзи). 
В межах проекту річку перекрили бетонною арковою греблею висотою 107 метрів, яка утримує водосховище з об’ємом 78,7 млн м3 і корисним об’ємом 36,2 млн м3. В резервуарі припустиме коливання рівня поверхні під час операційної діяльності між позначками 1050 та 1071 метр НРМ. 
Зі сховища ресурс через прокладений у правобережному гірському масиві дериваційний тунель подається до розташованого за 2,5 км наземного машинного залу. Тут встановлено дві турбіни типу Френсіс потужністю по 90 МВт.